# العلاقات الألبانية المصرية
العلاقات الألبانية المصرية هي العلاقات الثنائية التي تجمع بين ألبانيا ومصر.

## مقارنة بين البلدين
هذه مقارنة عامة ومرجعية للدولتين:
| وجه المقارنة                                              | ألبانيا                                                    | مصر           |
| --------------------------------------------------------- | ---------------------------------------------------------- | ------------- |
| المساحة (كم2)                                             | 28.75 ألف                                                  | 1.01 مليون    |
| عدد السكان (نسمة)                                         | 3.02 مليون                                                 | 94.80 مليون   |
| الكثافة السكانية (ن./كم²)                                 | 105.04                                                     | 93.86         |
| العاصمة                                                   | تيرانا                                                     | القاهرة       |
| اللغة الرسمية                                             | اللغة الألبانية                                            | اللغة العربية |
| العملة                                                    | ليك ألباني                                                 | جنيه مصري     |
| الناتج المحلي الإجمالي (بليون دولار)                      | 13.04 مليار                                                | 235.37 مليار  |
| الناتج المحلي الإجمالي (تعادل القوة الشرائية) بليون دولار | 33.17 مليار                                                | 998.67 مليار  |
| الناتج المحلي الإجمالي الاسمي للفرد دولار أمريكي          | 3.94 ألف                                                   | 3.61 ألف      |
| الناتج المحلي الإجمالي للفرد دولار أمريكي                 | 11.11 ألف                                                  |               |
| مؤشر التنمية البشرية                                      | 0.764                                                      | 0.690         |
| رمز المكالمات الدولي                                      | +355                                                       | +20           |
| رمز الإنترنت                                              | .al                                                        | .eg، .مصر     |
| المنطقة الزمنية                                           | توقيت وسط أوروبا، ت ع م+01:00، ت ع م+02:00، أوروبا/تيرانا ‏ | ت ع م+02:00   |

## منظمات دولية مشتركة
يشترك البلدان في عضوية مجموعة من المنظمات الدولية، منها:
| علم المنظمة | اسم المنظمة                               | تاريخ انضمام ألبانيا | تاريخ انضمام مصر |
| ----------- | ----------------------------------------- | -------------------- | ---------------- |
|             | الاتحاد البريدي العالمي                   | ?                    | ?                |
|             | مؤسسة التنمية الدولية                     | 15 أكتوبر 1991       | 26 أكتوبر 1960   |
|             | منظمة التجارة العالمية                    | ?                    | 30 يونيو 1995    |
|             | الأمم المتحدة                             | 14 ديسمبر 1955       | 24 أكتوبر 1945   |
|             | وكالة ضمان الاستثمار متعدد الأطراف        | 15 أكتوبر 1991       | 12 أبريل 1988    |
|             | منظمة الشرطة الجنائية الدولية             | ?                    | 7 سبتمبر 1923    |
|             | مؤسسة التمويل الدولية                     | 15 أكتوبر 1991       | 20 يوليو 1956    |
|             | الاتحاد الدولي للاتصالات                  | 2 يونيو 1922         | 9 ديسمبر 1876    |
|             | البنك الدولي للإنشاء والتعمير             | 15 أكتوبر 1991       | 27 ديسمبر 1945   |
|             | منظمة التعاون الإسلامي                    | ?                    | 25 سبتمبر 1969   |
|             | المركز الدولي لتسوية المنازعات الاستشارية | 14 نوفمبر 1991       | 2 يونيو 1972     |
|             | يونسكو                                    | 16 أكتوبر 1958       | 22 يناير 1947    |

## أعلام
هذه قائمة لبعض الشخصيات التي تربطها علاقات بالبلدين:
- أحمد بدرخان (منتج أفلام مصري وكاتب سيناريو، 18 سبتمبر 1909[19] – 26 أغسطس 1969)
- أحمد فؤاد الثاني (16 يناير 1952 – )
- إسماعيل شيرين (دبلوماسي مصري، 17 أكتوبر 1919 – 14 يونيو 1994)
- حسين رشدي باشا (وزير خارجية مصر، 1863 – 1928)
- طاهر باشا
- عدلي يكن (سياسي مصري، 18 يناير 1864 – 22 أكتوبر 1933)
- علي بدرخان (مخرج أفلام مصري، 25 أبريل 1946 – )
- فائقة بنت فؤاد الأول (8 يونيو 1926 – 7 يناير 1983)
- فؤاد الأول (ملك مصر، 26 مارس 1868[20][21][22] – 28 أبريل 1936[20][21][22])
- محمد علي باشا (مؤسس الأسرة العلوية وحاكم مصر ما بين عامي 1805 إلى 1848، 4 مارس 1769[23] – 2 أغسطس 1849)

## وصلات خارجية
- موقع وزارة الخارجية الألبانية
- موقع وزارة الخارجية المصرية